# Le Tombeau des amants

Le Tombeau des amants ou Les deux amis (en chinois traditionnel : 潘文子契合鴛鴦塚 ; pinyin : Pan Wenzi qihe yuanyang zhong, litt. « Pan Wenzi scelle un pacte de fraternité dans la tombe des canards mandarins » ou « Pan Wenzi reste uni à son ami dans la tombe des canards mandarins ») est un conte huaben, le 14e du recueil anonyme du XVIIe siècle Shidiantou (zh) (en chinois traditionnel : 石点头, litt. « Pierres qui hochent la tête »), qui raconte une histoire d'amour entre deux jeunes hommes. Son ton est romantique et tragique, et il se démarque ainsi des autres histoires d’amour masculines publiées en Chine à cette époque.

## Philologie
Le conte de Pan Wenzi brode sur une anecdote ancienne compilée dans le Taiping guangji et republiée dans Histoire de l'amour.
L’auteur du recueil contenant l’histoire de Pan Wenzi utilise le pseudonyme « 天然癡叟 », qui signifie « le vieux fou de la nature ». Selon le sinologue Patrick Hanan (en), son véritable nom serait Xi Langxiang (en chinois traditionnel : 席浪仙).

## Histoire
Ce conte est longtemps censuré.

## Intrigue
Pan Wenzi et Wang Zhongxian (en chinois traditionnel : 王仲先) veulent se présenter aux examens provinciaux (zh) et se rendent au temple où Maître Longqiu (zh) enseigne, pour étudier et se préparer. Ils se recontrent et deviennent amis, puis Wang Zhongxian déclare son amour à Pan Wenzi. Ils se mettent en couple et deviennent la risée des autres étudiants, ce qui les force à s’enfuir. Les deux amoureux se réfugient sur le mont Luofu et vivent heureux quelques mois, puis ils meurent d’une maladie inconnue.

## Particularité
Le conte de Pan Wenzi fait partie du genre littéraire des « mœurs masculines », mais s’en distingue parce qu’il ne contient pas de scènes pornographiques. L’amour des deux personnages est tragique parce qu’il est contraire à la valeur confucéenne de la piété filiale qui enjoint de se marier et procréer, et donc impossible: leur amour se conclut dans la mort. Leurs relations sexuelles sont évoquées de manière plus poétique que dans les autres ouvrages du genre, qui se focalisent habituellement sur les relations de pouvoir entre travailleurs du sexe et lettrés. Dans la morale finale du conte, l’auteur condamne la relation des deux amants, mais cette réprobation semble rentrer en contradiction avec le sérieux du récit qui la précède.

## Éditions
- Tianran Chisou (trad. du chinois par Thomas Pogu, préf. Pierre Kaser), Le tombeau des amants: conte chinois de la fin des Ming, Paris, Cartouche, coll. « Classiques », 2011 (ISBN 978-2-915842-92-0)
- (en) Tianran Chisou (trad. Patrick Hanan (en)), « The Lovers’ Tombs », dans Falling in love: stories from Ming China, Honolulu, University of Hawai’i Press, 2006 (ISBN 978-0-8248-2995-7)
- En chinois sur Wikisource